# アレクサンドル・バリシニコフ
アレクサンドル・バリシニコフ（ロシア語: Александр Георгиевич Барышников、1948年11月11日 - 2024年9月15日）は、ソビエト連邦の陸上競技選手。砲丸投を得意とした選手で、1976年モントリオールオリンピック直前の1976年6月に、22.00mの世界新記録をマーク。しかしオリンピックでは21.00mにとどまり、東ドイツのウド・バイヤー(Udo Beyer)、ソ連のエフゲニー・ミロノフ(Yevgeny Mironov)に次いで銅メダルという結果に終わる。1980年モスクワオリンピックでは、21.08mの記録で、ソ連のウラジミール・キセリョフ(Vladimir Kiselyov)に次いで銀メダルを獲得した。
2024年9月15日に死去。75歳没。

## 記録
| 年   | 大会                     | 場所                     | 種目   | 結果 | 記録   |
| ---- | ------------------------ | ------------------------ | ------ | ---- | ------ |
| 1973 | ユニバーシアード         | モスクワ(ソビエト連邦)   | 砲丸投 | 3位  | 19.01m |
| 1976 | ヨーロッパ室内陸上選手権 | ミュンヘン(西ドイツ)     | 砲丸投 | 3位  | 20.02m |
| 1976 | オリンピック             | モントリオール(カナダ)   | 砲丸投 | 3位  | 21.00m |
| 1978 | ヨーロッパ陸上選手権     | プラハ(チェコスロバキア) | 砲丸投 | 2位  | 20.68m |
| 1979 | IAAFワールドカップ       | モントリオール(カナダ)   | 砲丸投 | 3位  | 20.00m |
| 1980 | オリンピック             | モスクワ(ソビエト連邦)   | 砲丸投 | 2位  | 21.08m |
| 1983 | ヨーロッパ室内陸上選手権 | ブダペスト(ハンガリー)   | 砲丸投 | 2位  | 20.44m |